# Avsallar, Alanya
Avsallar là một thị trấn thuộc huyện Alanya, tỉnh Antalya, Thổ Nhĩ Kỳ. Dân số thời điểm năm 2011 là 9.526 người.